# Alfred Apfel

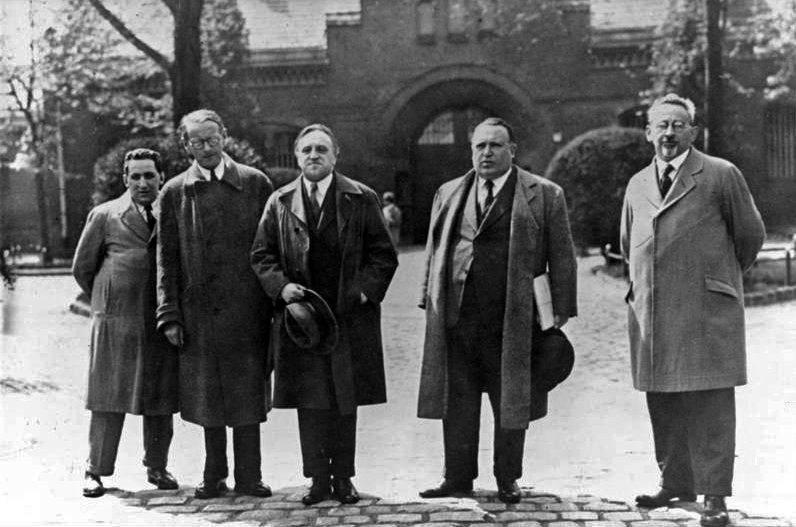
Vor der Strafanstalt in Berlin-Tegel. V. l. n. r.: Kurt Grossmann, Rudolf Olden, Carl von Ossietzky, Alfred Apfel, Kurt Rosenfeld (1932)

Alfred Apfel (* 12. März 1882 in Düren; † 14. Februar 1941 in Marseille) war ein deutscher Rechtsanwalt, Strafverteidiger und Autor.

## Leben
Apfel wurde 1882 als Sohn von Rahel Apfel und ihrem Ehemann Simon Apfel geboren und wuchs in Köln auf. Die Mutter war literarisch tätig, führte einen Salon und gründete unter anderem mit Max Bodenheimer die National-Jüdische Vereinigung, sein Vater war Gynäkologe mit eigener Praxis und darüber hinaus vielfältig engagiert.
1906 gründete Alfred Apfel in Köln den jüdischen „Jugendverein Gabriel Riesser“. In den Folgejahren besuchte er mit seinem Vortrag Die Renaissance des jüdischen Bewußtseins zahlreiche jüdische Gemeinden des Deutschen Reiches, was zu etwa 50 Gründungen nach dem Muster des „Jugendvereins Gabriel Riesser“ führte. Von 1909 bis 1922 war er Präsident des Verbandes jüdischer Jugendvereine Deutschlands, der bis zu 40.000 Mitglieder zählte. Als Vorsitzender des Jugendverbandes wurde er auch zeitweilig Hauptvorstandsmitglied des großen Centralvereins deutscher Staatsbürger jüdischen Glaubens. Ab 1921 warb er für Keren Hajessod, unternahm dafür auch mehrere Werbereisen nach Skandinavien. 1922 trat er der Zionistischen Vereinigung für Deutschland bei. Von 1925 bis 1930 war er Vorsitzender der einflussreichen Berliner Zionistischen Vereinigung.
Alfred Apfel studierte ab 1900 in Berlin und Bonn Jura. Zweimal war er Praeside seiner Studentenverbindung, der Freien Wissenschaftlichen Vereinigung (FWV). Er promovierte 1906 und war nach dem Studium zunächst an einem kleinen rheinischen Amtsgericht tätig. Von seinem ursprünglichen Berufswunsch, Richter zu werden, rückte er wegen der gesellschaftlichen Verhältnisse ab, die es ihm seines Judentums wegen nahezu unmöglich machten, Reserveoffizier zu werden. Ab 1910 war er Rechtsanwalt, dann auch Notar in Berlin. Als Strafverteidiger in vielen auch politischen Prozessen verteidigte er unter anderem Carl von Ossietzky. Als bekannter Demokrat, Jude und Zionist gehörte er zu den ersten, die unmittelbar nach dem Reichstagsbrand am 28. Februar 1933 in sogenannte Schutzhaft genommen wurden. Nach seiner Freilassung floh er Pfingsten 1933 nach Paris. Apfel stand auf der ersten Ausbürgerungsliste des Deutschen Reichs vom 23. August 1933. Nach dem Ausbruch des Zweiten Weltkriegs wurde er, trotz Ausbürgerung, als feindlicher Ausländer im Lager Bassens bei Bordeaux interniert, aus dem er entwich. Nach Angaben seiner Tochter soll er (auch?) in Gurs gewesen sein. Danach bemühte Apfel sich um ein Visum für die Emigration in die USA. Als er am 14. Februar 1941 zu diesem Zweck das Büro Varian Frys in Marseille aufsuchte, erlitt er dort einen Herzinfarkt. Er erlag den Strapazen von Vertreibung, Flucht und Lager.  Seiner Frau gelang die Flucht in die USA. Dort verliert sich ihre Spur. Alfred Apfel starb im Alter von 58 Jahren.

## Familie
Apfels Tochter Hannah, geboren 1907 in Köln, studierte ebenfalls in Heidelberg und Berlin Jura. Sie war seit 1933 mit Rafaello Busoni verheiratet. Mit ihrem 1937 geborenen Sohn Mario emigrierten sie 1939 über Schweden in die USA.
In erster Ehe war Alfred Apfel von 1906 bis 1924 mit Dora Schoenewald (1881–1962) verheiratet. Von 1927 bis 1934 mit Alice Schachmann (1905–1957) und in dritter Ehe ab 1935 mit Hedwig Scheer (1901–1942).

## Leistungen
Alfred Apfel erwarb sich neben seiner Bedeutung für die Entwicklung und Kultur der Strafverteidigung in der Weimarer Republik auch einen Ruf als Verteidiger der Republik, indem er gerade diejenigen Journalisten und Liberalen vertrat, die ihre demokratischen Rechte der freien Meinungsäußerung und der freien Berichterstattung wahrgenommen und dabei mit Staatsinteressen in Konflikt geraten waren. Bei der Verteidigung von Ossietzkys im sogenannten Weltbühne-Prozess, einer Landesverratssache, trat er gemeinsam mit den ebenfalls berühmten Kollegen Rudolf Olden, Kurt Rosenfeld und Max Alsberg auf. Er erwarb sich große Verdienste um die jüdische Jugendarbeit. Mit seiner Bekanntheit förderte er ab 1922 den Zionismus in Deutschland, den viele etablierte deutsche Juden lange als bloßes Hilfsprojekt für zaristisch verfolgte Ostjuden angesehen hatten.
Alfred Apfel war im Exil auch publizistisch tätig. So veröffentlichte er 1934 in französischer Sprache in Paris eine Abrechnung mit der Nazijustiz, die in mehreren Auflagen erschien und auch ins englische übersetzt wurde. Das Buch wurde in Deutschland erst 2013 als Übersetzung veröffentlicht. Das Originalmanuskript war verloren gegangen.

## Schriften (Auswahl)
- Die Grenzscheidungsklage des Bürgerlichen Gesetzbuches unter Berücksichtigung des römisch-gemeinen, preußischen, sächsischen und französischen Rechtes. Borna-Leipzig: R. Noske, 1906 Rostock, Jur. Fak., Ref. Matthiaß, Diss. v. 1. Juni 1906.
- mit Felix Halle: Eingabe für den zu lebenslänglichem Zuchthaus verurteilten Max Hoelz an den deutschen Reichstag und den preussischen Landtag. Peuvag, Berlin 1928.
- Martha Ruben-Wolf: Abtreibung oder Verhütung? Internat. Arbeiter-Verlag, Berlin 1931. Mit e. Vorw. von Friedrich Wolf u. e. Nachw. von Apfel. Broschüre.
- mit Max Alsberg: Der Weltbühnen-Prozeß: Eingabe an d. Herrn Reichspräsidenten von Alfred Apfel. Eingabe an d. Herrn Justizminister von Max Alsberg. Die dt. Öffentlichkeit zum Weltbühnen-Prozeß. Die Weltpresse zum Weltbühnen-Prozeß. Kraus, Nendeln 1976. Nachdr. d. Ausg. Berlin, 1931.
- Les dessous de la justice allemande. Aus dem Deutschen übersetzt. Gallimard, Paris 1934.
  - Behind the Scenes of German Justice. Reminiscences of a German Barrister 1882–1933. Aus dem Deutschen übersetzt. Lane, London 1935. Deutsche Ausgabe erst nach Rückübersetzung aus den fremdsprachigen Ausgaben:
- Hinter den Kulissen der deutschen Justiz: Erinnerungen eines deutschen Rechtsanwalts 1882–1933. Aus der franz. und engl. Übers. rückübertr. von Jan und Ursula Gehlsen. Berliner Wiss.-Verlag (BWV), Berlin 2013.
- Alfred Apfel „Mein liebes Tierchen … in inniger Liebe, Dein Alfred.“ Briefe & Karten an seine Tochter Hannah Busoni. Bearb. und Hrsg.: Heinrich Schwing. 2., erweiterte Auflage. epubli.de, Berlin 2014 (umfangreiche Quellen zu seinem Leben).
- Alfred Apfel. Sein Schriftwerk. Autobiografien, Publikationen. Bearb. und Hrsg.: Heinrich Schwing, epubli.de, Berlin 2014 (Bibliografie seiner Veröffentlichungen, Zeittafel zu seinem Leben).